# Capella del Sant Crist (Montmeló)
La capella del Sant Crist és un edifici de Montmeló (Vallès Oriental) protegit com a bé cultural d'interès local.

## Descripció
És una capella de reduïdes dimensions i situada al damunt d'una vorera arran del carrer i adossada per la part posterior, al mur d'un edifici independent. Pràcticament es tracta d'un bloc cúbic amb telada de dues vessants que es reflecteix en la façana, formada per una porta enreixada flanquejada per dues columnes situades sobre dos petits plints i suporten dos capitells d'estil compost. L'entaulament superior, adossat directament sobre el mur, no s'aguanta per les columnes i els capitells. D'aquest entaulament surt una motllura que segueix la forma triangular de la cornisa de la teulada, sense que arribi a ser un frontó. L'interior s'allotja el Sant Crist de la Grua.

## Història
Sobre la porta hi ha una placa que diu que la capella fou reedificada l'any 1883 i, per tant, suposem que en aquest mateix lloc hi hagué una anterior construcció.